# Joué-sur-Erdre
Joué-sur-Erdre (bretonisch: Yaoued) ist eine französische Gemeinde mit 2.753 Einwohnern (Stand: 1. Januar 2022) im Département Loire-Atlantique in der Region Pays de la Loire. Joué-sur-Erdre gehört zum Arrondissement Châteaubriant-Ancenis und zum Kanton Nort-sur-Erdre. Die Einwohner werden Jovéens genannt.

## Geografie
Joué-sur-Erdre liegt etwa 32 Kilometer nordnordöstlich von Nantes an der Erdre und ihrem Zufluss Vallée. Hier liegt der große Lac de Moreau (auch: Grand Réservoir de Vioreau), der vom Baillou und seinen Zuflüssen gespeist wird. Durch die Gemeinde führt auch der Canal de Nantes à Brest. Umgeben wird Joué-sur-Erdre von den Nachbargemeinden Abbaretz im Norden und Nordwesten, La Meilleraye-de-Bretagne im Nordosten, Riaillé im Osten und Nordosten, Trans-sur-Erdre im Osten und Südosten, Les Touches im Süden, Nort-sur-Erdre im Südwesten sowie Saffré im Westen.

## Bevölkerungsentwicklung
| Jahr                       | 1962 | 1968 | 1975 | 1982 | 1990 | 1999 | 2006 | 2017 |
| Einwohner                  | 2009 | 1882 | 1724 | 1764 | 1740 | 1690 | 1901 | 2482 |
| Quellen: Cassini und INSEE |      |      |      |      |      |      |      |      |

## Sehenswürdigkeiten
- Kirche Saint-Léger, 1883 erbaut, mit Interieur (Monument historique)
- Kirche Notre-Dame-des-Langeurs, Anfang des 20. Jahrhunderts erbaut
- Schloss Lucinière aus dem 14. Jahrhundert, Monument historique
- Schloss La Chauvelière aus dem 17. Jahrhundert
- Große Arkaden des Kanals
- Zwei Windmühlen aus dem 19. Jahrhundert
- Rathaus

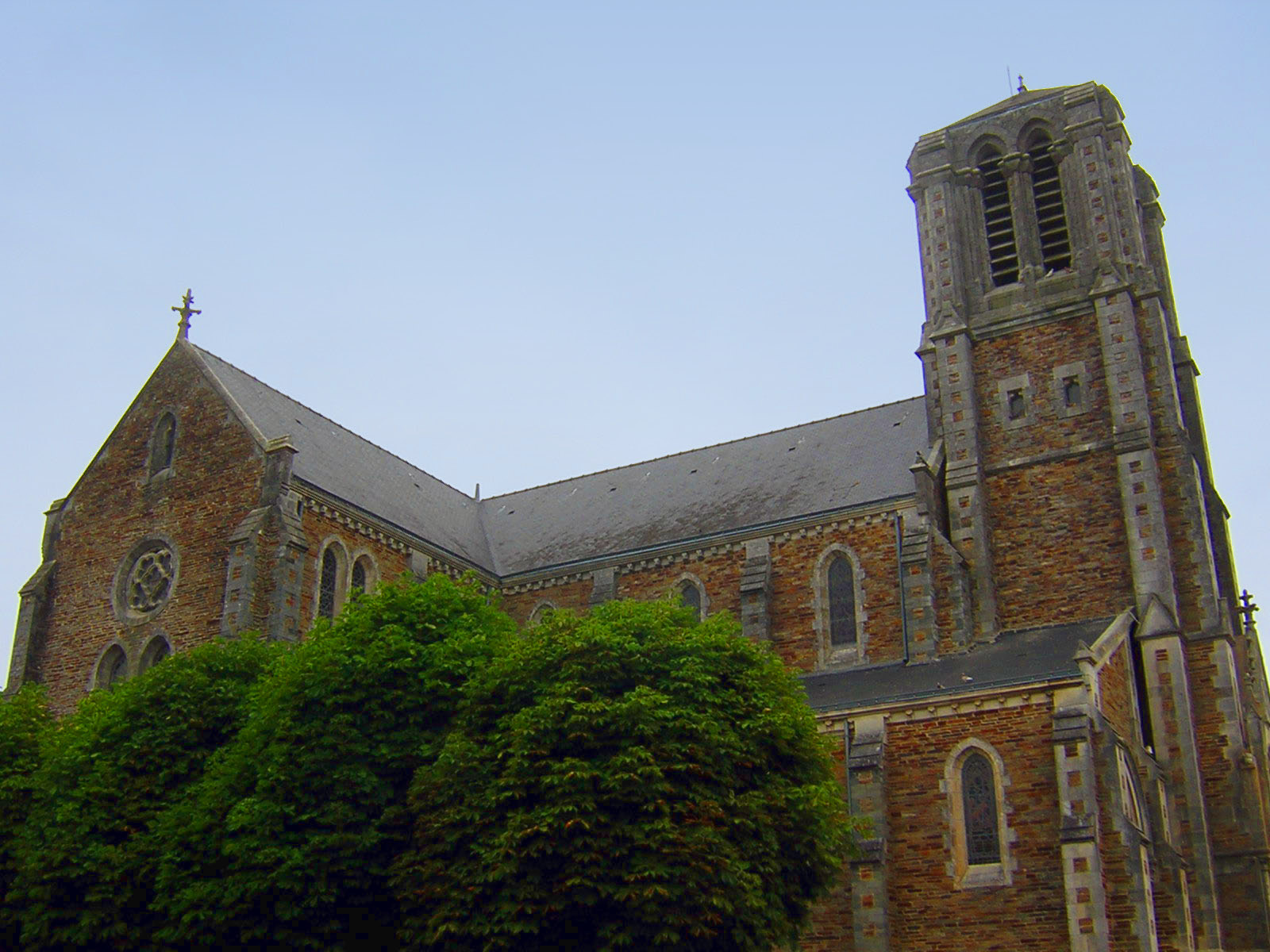
Kirche Saint-Léger
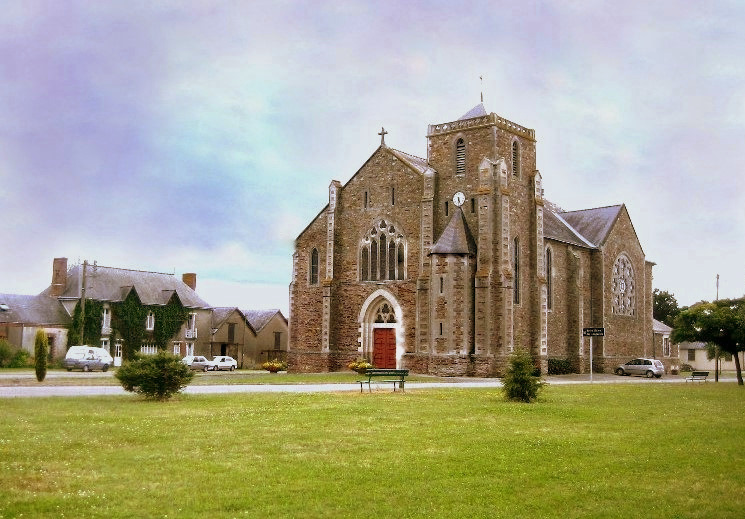
Kirche Notre-Dame
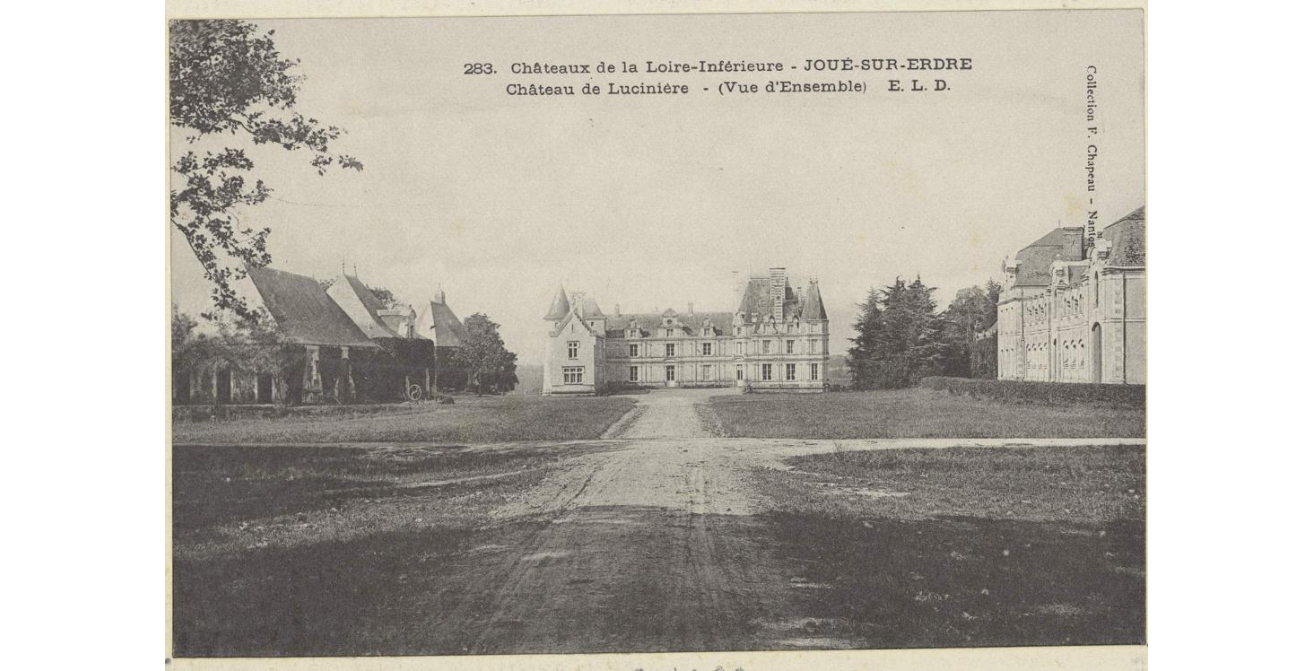
Schloss Lucinière